# Famille de Fieubet
La famille de Fieubet est une famille française de la noblesse de robe de l'Ancien Régime, implantée à Toulouse et à Paris du XVIe au XVIIIe siècle. Ses membres sont des magistrats des deux parlements de Toulouse et de Paris et des administrateurs au service du roi, insérés dans un dense réseau de familles alliées. Ils sont propriétaires de seigneuries dans le pays toulousain et le Blésois, ainsi que d'hôtels particuliers à Toulouse et à Paris. Ils soutiennent les hommes de lettres de leur temps. La famille s'éteint au cours du XVIIIe siècle.

## A l'origine, Toulouse et le Languedoc
Les Fieubet possèdent les seigneuries de Castanet et de Caumont et accèdent au secrétariat des Etats de Languedoc en 1586. Ils acquièrent ensuite des charges au Parlement de Toulouse où ils occupent le premier rang avec Gaspard de Fieubet, premier président au Parlement de Toulouse de 1653 à 1686. Il est le relais de la politique royale dans le Midi, notamment contre les protestants.
Son père, Guillaume de Fieubet, est mort avant d'avoir pu occuper sa charge de premier président du Parlement de Provence. Cette branche est alliée aux principales familles parlementaires de Toulouse : les Maniban, les Mauriac, les d'Ossun, les Cassaigneau, etc.

## Parlementaires et financiers en réseau
Une branche de la famille s'installe au cours du XVIIe siècle à Paris. Ses membres entrent au service du roi, s'occupant de finances. Ainsi, Gaspard II de Fieubet est trésorier de l'Épargne, comme son beau-père Jean Ardier. Par leurs alliances réitérées avec la famille Ardier et la famille Blondeau, les Fieubet sont directement liés avec le milieu de la ferme des gabelles, tenue par la compagnie de Thomas Bonneau. Ces réseaux familiaux sont à la fois des serviteurs de l'État et les bailleurs de fonds de la monarchie, qui a constamment besoin d'argent. En décembre 1651, les trois trésoriers de l'Épargne, alliés aux Fieubet, ont ainsi 11 millions de livres de créances sur l'État.
Un buste en marbre de Gaspard II de Fieubet a été réalisé en 1644. Il fait partie des collections du musée du Louvre et est localisé au château de Versailles.
Les Fieubet servent également les reines successives : Bernard de Fieubet, de la branche toulousaine, est secrétaire des commandements de la reine Anne d'Autriche, tandis que le fils de son cousin germain, Gaspard III de Fieubet, de la branche parisienne, est chancelier de la reine Marie-Thérèse d'Autriche avant d'être  conseiller d'État. Cela ne l'empêche pas de servir aussi Madame de Montespan et les bâtards royaux légitimés.
Les Fieubet entrent au Parlement de Paris à partir du milieu du XVIIe siècle. Il s'insèrent ainsi dans un dense réseau de familles alliées cumulant des charges au Parlement de Paris, dont la famille de Claude Le Peletier et la dynastie ministérielle des Phélypeaux de Pontchartrain constituent des maillons importants, ainsi que les familles Gilbert de Voisins, Feydeau, Le Fèvre de Caumartin, de Longueil de Maisons, de Nicolaï, etc. En 1715-1718, sous la Régence, Paul de Fieubet siège au Conseil des affaires du dedans du Royaume mis en place dans le cadre de la polysynodie.
Néanmoins, les Fieubet restent une famille de la robe moyenne : ils n'accèdent pas aux secrétariats d'État ni aux titres de noblesse élevés, ils sont peu nombreux à entrer dans l'armée et n'accèdent pas à l'épiscopat.

## Riches propriétaires
Les Fieubet accumulent les seigneuries. Ils sont seigneurs de Castanet, de Caumont, de Cendray, de Ligny, de Nevillon, de Launac. Gaspard Ier de Fieubet acquiert la vicomté du Monteil vers 1645, mais les Fieubet la revendent vite, en 1657. De la famille Ardier, ils héritent de la vicomté de Beauregard et de la seigneurie de Vineuil, près de Blois. Le château de Beauregard est richement meublé et comporte une galerie de portraits de personnages illustres.
Les Fieubet sont également des propriétaires immobiliers toulousains et parisiens. À Toulouse, Gaspard de Fieubet, président du Parlement de Toulouse, achète l'hôtel d'Ulmo, construit un siècle auparavant dans la Rue Ninau, où habitent les grandes familles parlementaires. À Paris, Gaspard II achète un hôtel particulier sur la Place Royale (actuelle Place des Vosges), au numéro 20. Il le fait transformer par l'architecte Charles Chamois. Son fils Gaspard III achète un hôtel particulier, quai des Célestins à Paris, qu'il fait rénover suivant des plans dressés par Jules Hardouin-Mansart, et qui va prendre le nom d'hôtel Fieubet.
Ils accueillent et soutiennent les hommes de lettres et les scientifiques, comme le théologien et physicien toulousain Emmanuel Maignan, le littérateur jésuite Bouhours, le poète Saint-Pavin, ou Jean de La Fontaine. Gaspard III de Fieubet est lui-même considéré comme un homme de lettres.
La branche toulousaine se termine la première, en 1711, avec la mort sans postérité de Gaspard de Fieubet, conseiller au Parlement de Toulouse. Il est membre de l'Académie des Jeux Floraux. La branche parisenne dure deux générations de plus et se termine avec la mort, en 1767 d'Arnaud-Pierre de Fieubet, brigadier des armées du roi, un des seuls de la famille à être entré dans la carrière des armes.

## Personnalités et propriétés

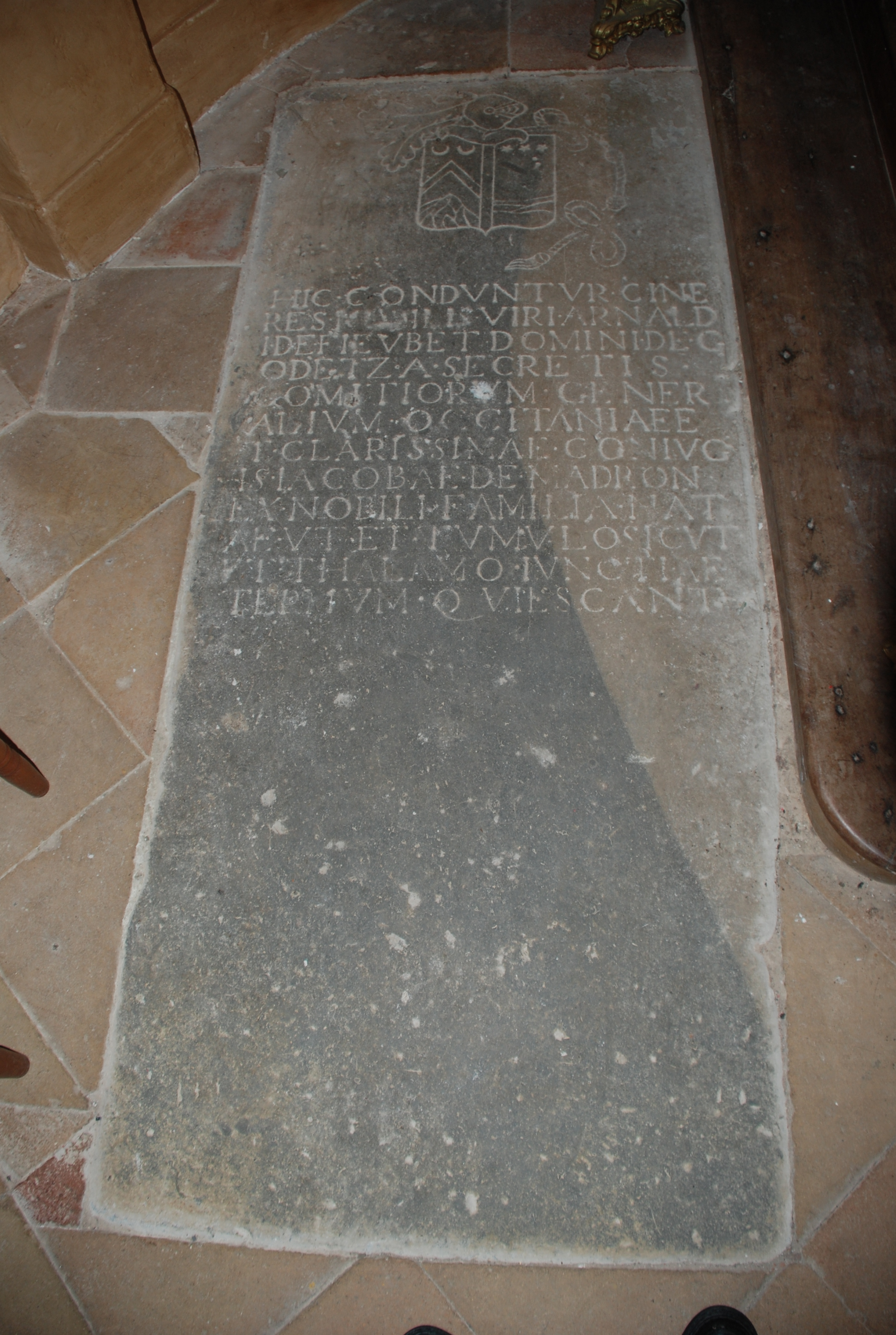
Dalle funéraire d'Arnaud de Fieubet dans l'église de Mervilla (Haute-Garonne)
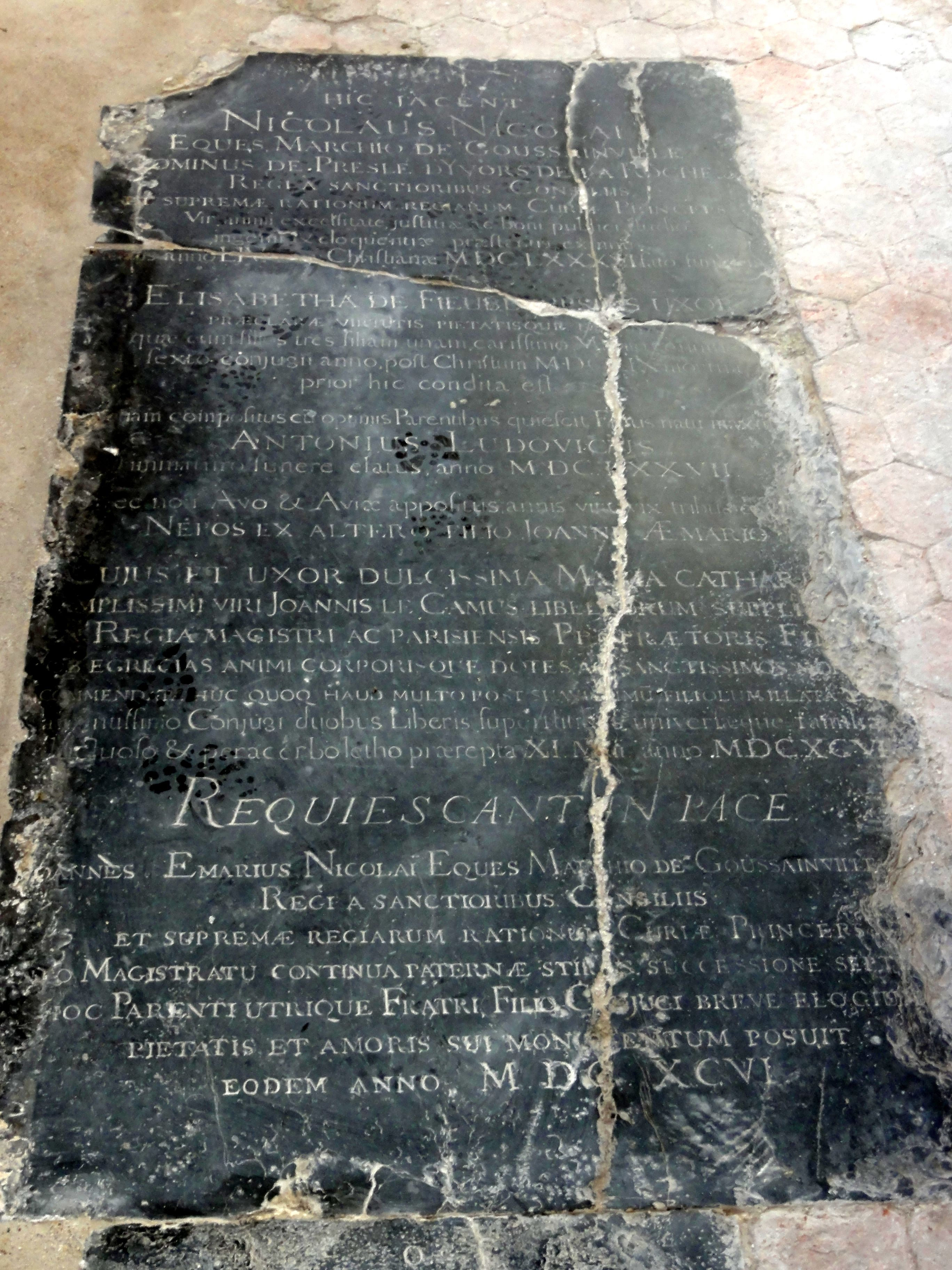
Dalle funéraire d'Élisabeth de Fieubet (morte en 1656), de son mari Nicolas de Nicolaï et de leur fils dans l'église de Goussainville
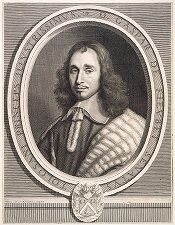
Gaspard de Fieubet (1622-1686), Premier président du Parlement de Toulouse
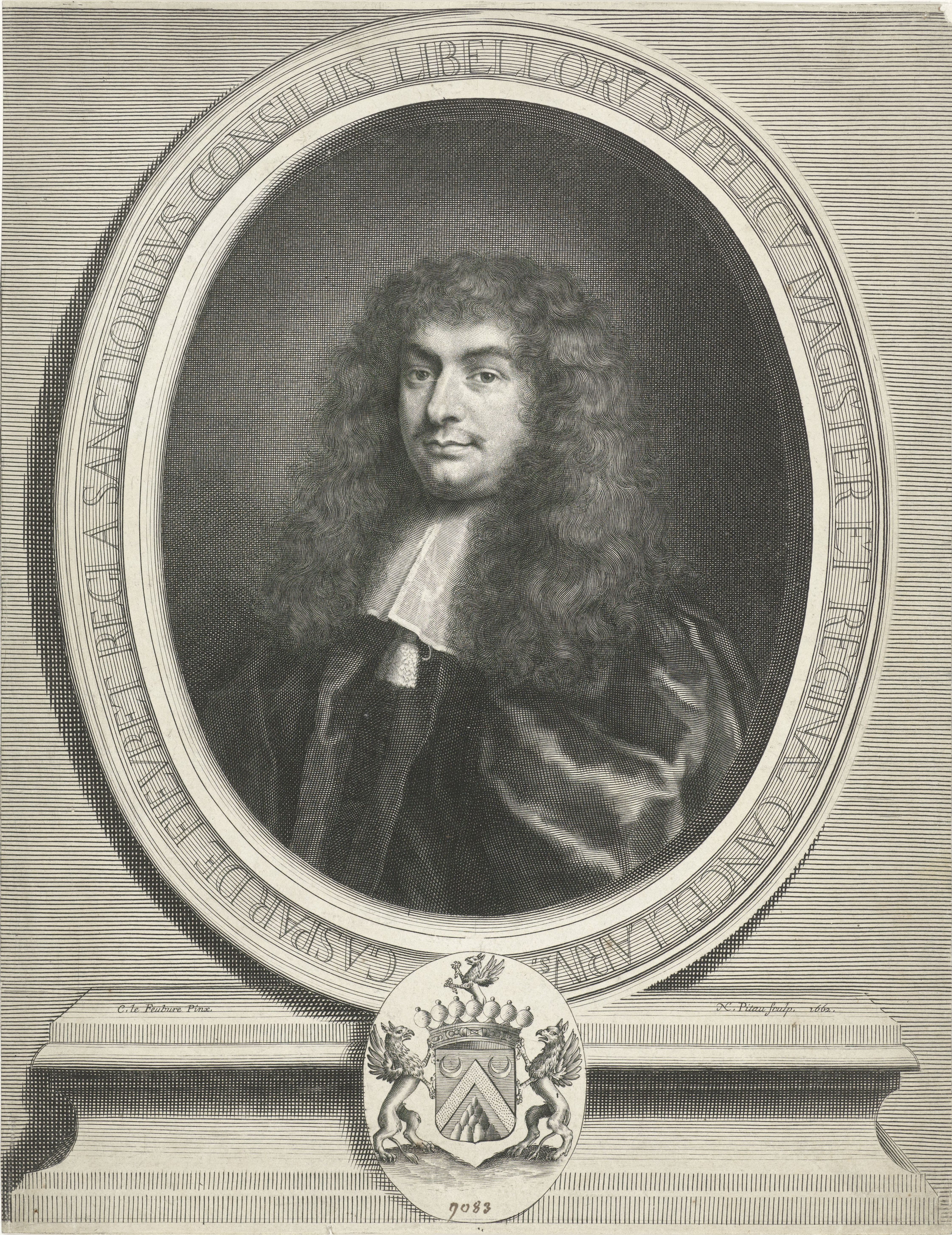
Gaspard III de Fieubet (1627-1694), Conseiller d'État
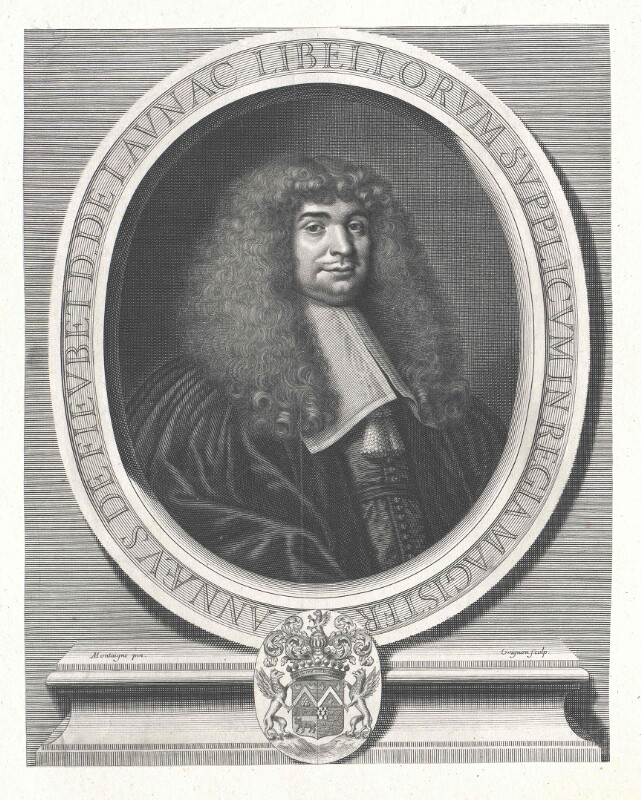
Anne de Fieubet (1630-1705), conseiller au Parlement de Paris, maître des requêtes
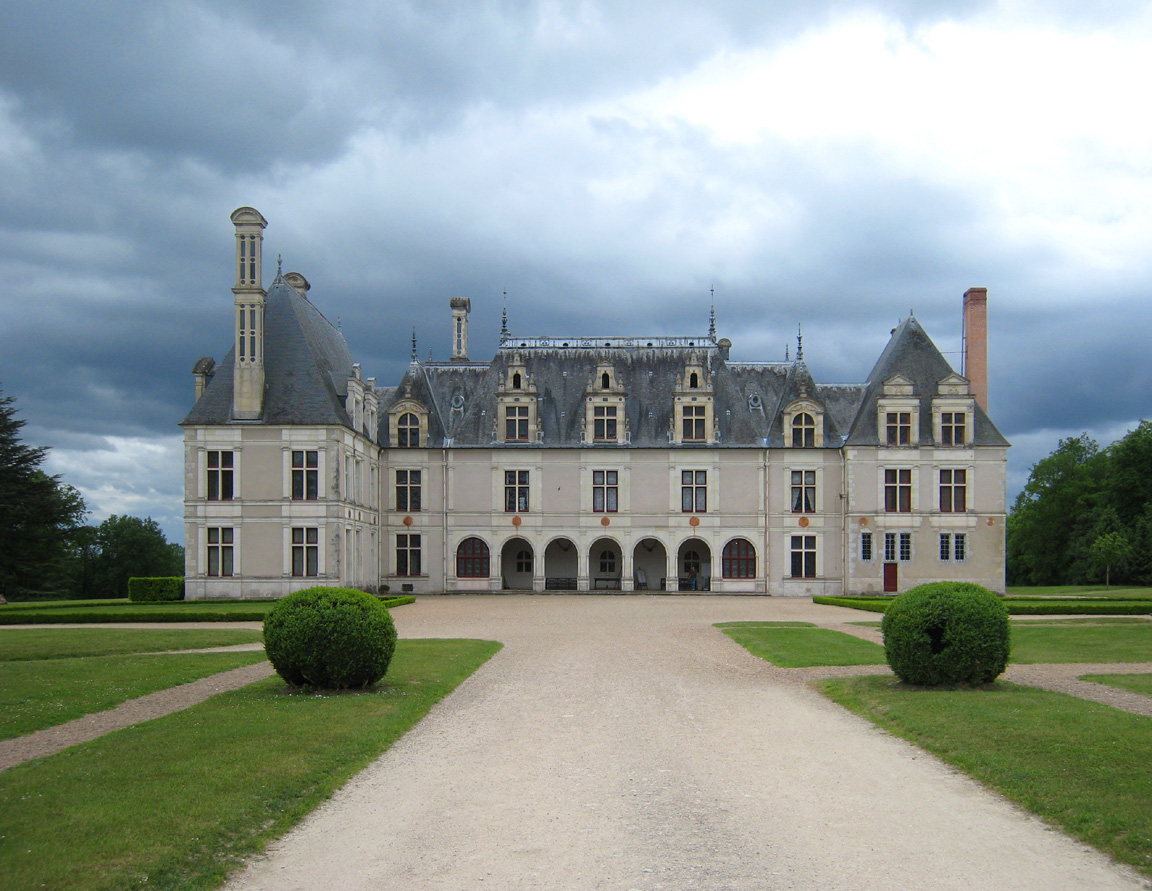
Château de Beauregard
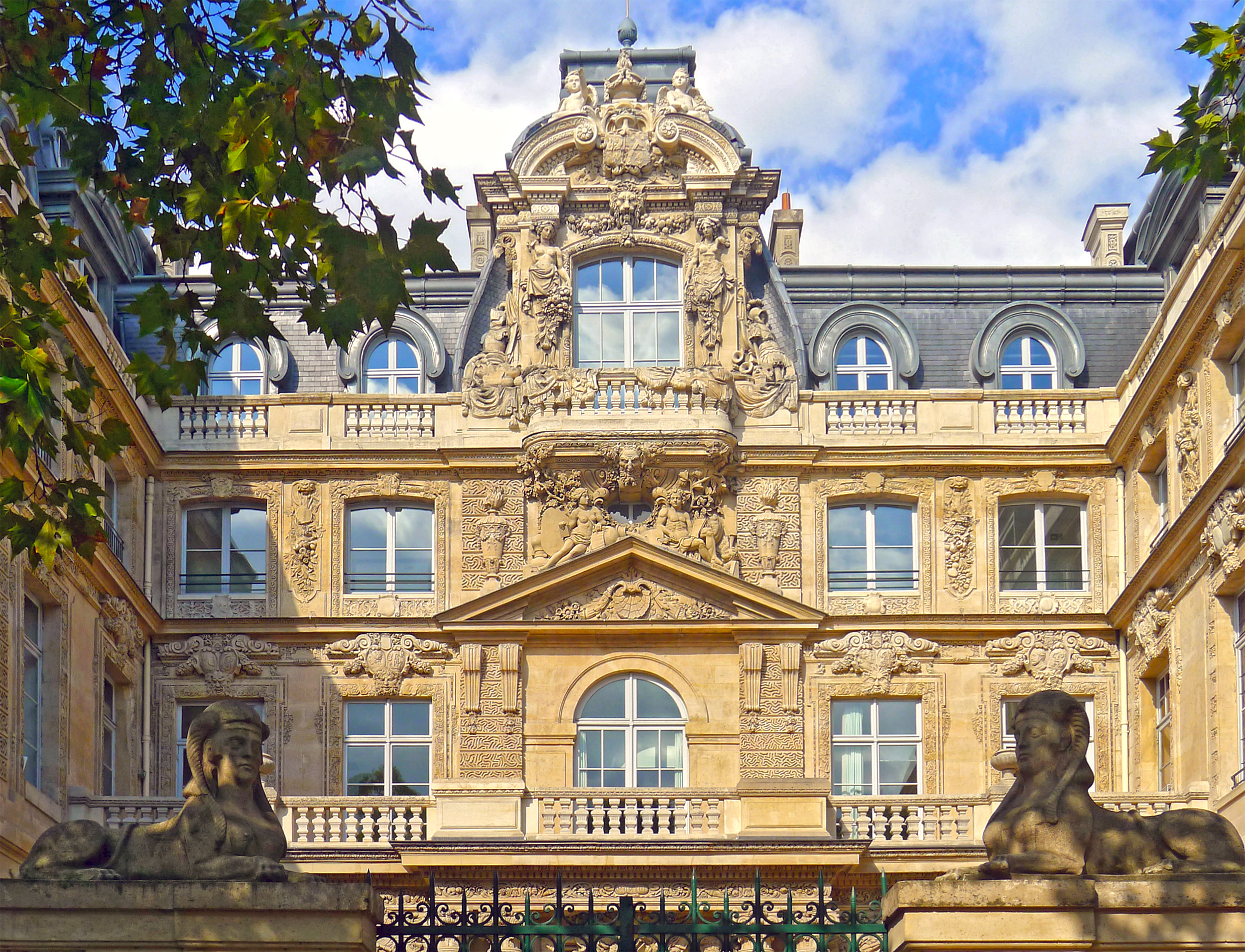
Hôtel Fieubet à Paris
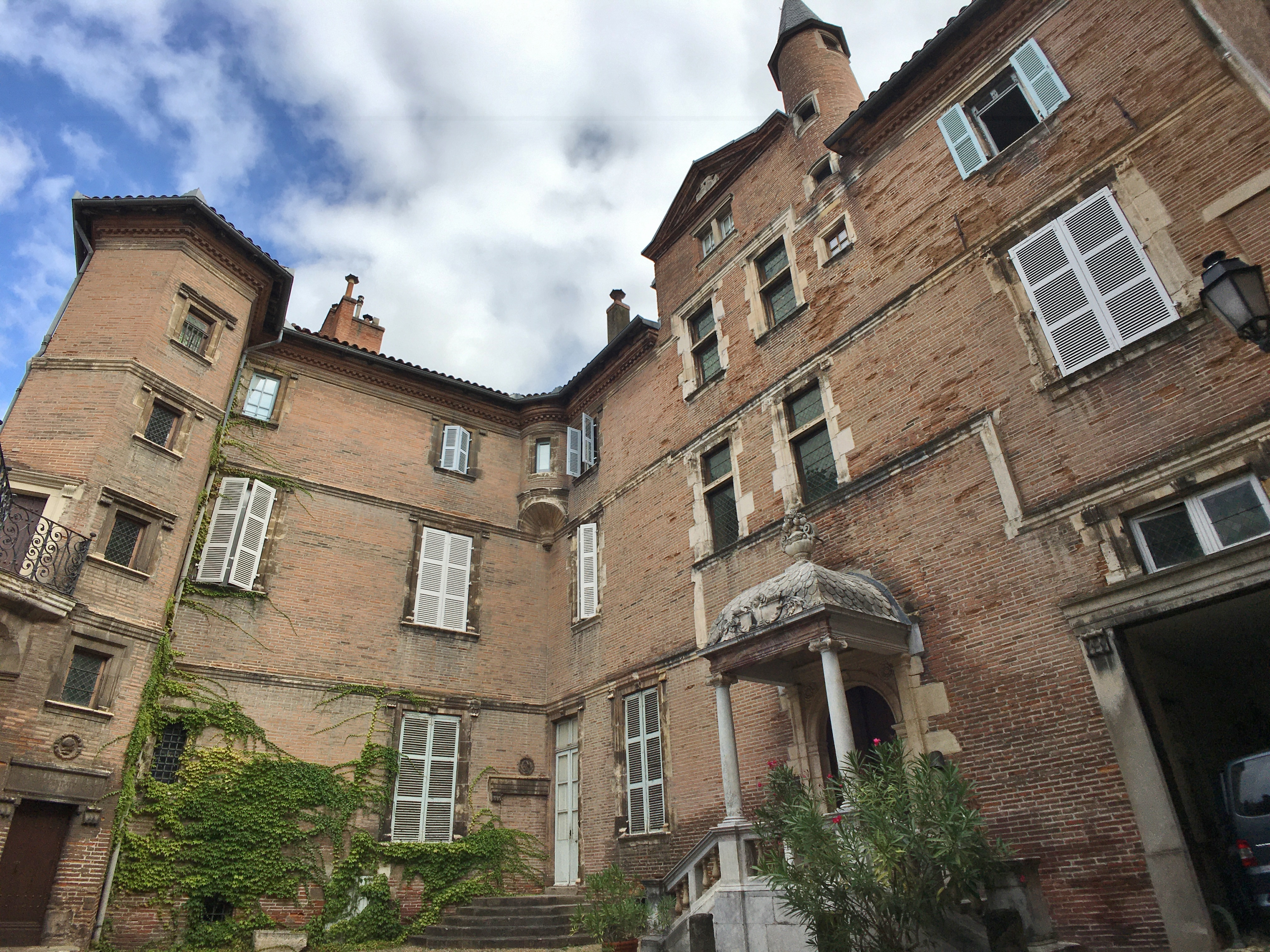
Hôtel d'Ulmo à Toulouse

## Arbre généalogique
Cette généalogie est établie d'après deux sources :
- Jean-Joseph-Louis-Frédéric de Carrière, Les officiers des États de la province de Languedoc, Paris, Aubry, 1865 (lire en ligne), p. 141.
- Jules Villain, La France moderne. Dictionnaire généalogique, historique et biographique, t. III : Haute-Garonne et Ariège, deuxième partie, Montpellier, Firmin et Montane, 1913 (lire en ligne), p. 1578-1580.

- Etienne de Fieubet, seigneur de Castanet et de Caumont, époux de Marie de Roquette, fille de Jacques de Roquette.
  - Etienne de Fieubet, seigneur de Castanet et de Caumont, époux de Girarde de Gaude.
    - Arnaud de Fieubet (mort en 1599 ou le 13 décembre 1628), secrétaire des Etats de Languedoc à partir de 1586, époux de Jeanne de Madron.
      - Bernard de Fieubet, secrétaire des Etats de Languedoc.
        - une fille, épouse de Jean-Jacques de Roguier, secrétaire des Etats de Languedoc.

      - Gaspard Ier de Fieubet (1577-12 août 1647), maître d'hôtel du roi, époux de Claude Ardier, fille de Paul Ardier, seigneur de Beauregard et trésorier de l'Épargne.
        - Gaspard II de Fieubet (mort en août 1657), seigneur de Cendray et de Launac, trésorier de l'Épargne, époux de Claude Ardier, fille de Jean Ardier.
          - Gaspard III de Fieubet (1627 - 10 septembre 1694), seigneur de Cendray, de Ligny, vicomte de Beauregard, seigneur de Vineuil, conseiller au Parlement de Toulouse et au Parlement de Paris,  conseiller d'État, chancelier de la reine, épouse en 1654 sa cousine germaine Marie Ardier (morte en janvier 1685), fille de Paul II Ardier, président en la Chambre des comptes de Paris.
          - Anne de Fieubet (1630 - 22 mars 1705), seigneur de Launac, conseiller au Parlement de Paris, maître des requêtes, époux d'Elisabeth Blondeau (morte en 1705), fille de Gilles Blondeau, président en la Chambre des comptes de Paris.
            - Paul de Fieubet (1664 - 1er mars 1718), seigneur de Cendray, de Nevillon, de Launac, de Beauregard et de Vineuil, conseiller au Parlement de Paris, maître des requêtes, membre du Conseil des affaires du dedans du Royaume, époux d'Angélique-Marie de Fourcy, fille de Henri de Fourcy, prévôt des marchands de Paris et conseiller d'Etat.
              - Louis-Gaspard de Fieubet (1690 - 27 février 1762), seigneur de Beauregard, de Vineuil et de Castanet, conseiller au Parlement de Paris, époux de Marie-Anne du Molin, fille de Pierre du Molin.
                - Gaspard Pierre Louis de Fieubet (1714 - 5 août 1731), seigneur de Vineuil.

              - Arnaud-Pierre de Fieubet (1700 - 25 mai 1767), seigneur de Sivry, brigadier des armées du roi, époux de Catherine-Henriette Feydeau, fille de Henri Feydeau.
                - Gaspard-Louis de Fieubet (26 mai 1732 - mars 1750).
                - Catherine-Henriette de Fieubet (née le 20 août 1733), épouse le 2 mai 1732 Mathias Raoul comte de Gaucourt, maréchal de camp.

              - Marie-Louise ou Anne-Louise de Fieubet épouse le 25 juillet 1714 Pierre Gilbert de Voisins, avocat général au Parlement de Paris, conseiller d'État.
              - Élisabeth-Antoinette de Fieubet épouse le 20 août 1722 Antoine-Louis Lefèvre de Caumartin, maître des requêtes, conseiller d'État, dont postérité

            - N... (mort en janvier 1686) seigneur de Marrival ;
            - Gaspard de Fieubet, mort sans alliance le 16 septembre 1722, seigneur de Soisy, maître des Comptes (1697) président en la Chambre des Comptes (1705-1721).

          - Louise de Fieubet (morte en novembre 1698), épouse de Jean de Longueil, président à mortier au Parlement de Paris.
          - Élisabeth de Fieubet (morte en 1656), épouse de Nicolas de Nicolaï, premier président de la Chambre des comptes de Paris
          - Claude de Fieubet, épouse en 1636 Nicolas Jeannin de Castille, conseiller d'État, trésorier de l'Épargne.

        - Anne de Fieubet, chevalier de Malte le 20 juillet 1635.

      - Guillaume de Fieubet (1585-1636), premier président du Parlement de Provence épouse le 2 février 1622 Marguerite de Saint-Pol, fille de Jacques de Saint-Pol, maître des requêtes.
        - Gaspard de Fieubet (1622- 8 novembre 1686), premier président du Parlement de Toulouse, époux de : 1- le 3 mars 1648 Marguerite de Gameville (morte le 30 janvier 1671), fille de Philippe de Gameville seigneur de Montpapou 2- le 5 mars 1680 Gabrielle-Éléonore de Nogaret de La Valette (morte le 2 décembre 1708), fille de Jean de Nogaret de La Valette.
          - 
            - Marie-Marguerite de Fieubet, épouse de Jean-Guy de Maniban, président à mortier au Parlement de Toulouse.
            - Gabrielle de Fieubet, épouse de M. de Mauriac, conseiller au Parlement de Toulouse.
            - Marguerite de Fieubet, épouse de François, marquis d'Ossun.
            - Jeanne de Fieubet, épouse le 7 août 1678 Octavin de Cassaigneau de Saint-Félix.
            - Catherine de Fieubet, épouse le 14 septembre 1690 Pierre-Paul de Lombrail, conseiller au Parlement de Toulouse.
            - Paule-Thérèse de Fieubet, née le 23 mai 1669, religieuse à la Visitation.
            - Gaspard de Fieubet, conseiller au Parlement de Toulouse, mort en 1711 sans postérité.

        - Bernard de Fieubet, secrétaire des commandements d'Anne d'Autriche, intendant des finances.
        - Isabelle de Fieubet, épouse de 1- 1646 Jean d'Olive 2- le 7 février 1654, Jean de Cassaigneau, conseiller au Parlement de Toulouse.
        - Marguerite de Fieubet, épouse de Jean de Tourreil, procureur général du Parlement de Toulouse. Dont Jacques de Tourreil, académicien

## Armes
| Blason | Blasonnement : D'azur au chevron d'or accompagné en chef de deux croissants d'argent et en pointe d'une montagne isolée de même |

À l'époque moderne, les armoiries de ce type sont nombreuses. Le chevron d'or sur champ d'azur est la pièce honorable la plus utilisée, parce qu'il représente l'idée d'élévation. Il est souvent accompagné d'un meuble en pointe.